# Хрињова
Хрињова (слч. Hriňová, мађ. Herencsvölgy) град је у Словачкој, који се налази у оквиру Банскобистричког краја, где је у саставу округа Дјетва.

## Географија
Хрињова је смештена у средишњем делу државе. Главни град државе, Братислава, налази се 230 km источно од града.
Рељеф: Хрињова се развила у јужној подгорини планинског венца Татри. Насеље се налази у долини реке Слатине, испод планине Пољане. Град је положена на приближно 480 m надморске висине.
Клима: Клима у Хрињови је континентална због знатне надморске висине.
Воде: Хрињова се развила на речици Слатини, у горњем делу тока реке.

## Историја
Људска насеља на овом простору датирају још из праисторије. Насеље под данашњим именом није старо. Јавило се тек у 17. веку, засебно је насеље од краја 19. века, а тек је 1989. године добило градска права.
Крајем 1918. Хрињова је постала део новоосноване Чехословачке. У време комунизма насеље је нагло индустријализовано, па је дошло до наглог повећања становништва. После осамостаљења Словачке град је постао њено општинско средиште, али је дошло до привредних тешкоћа у време транзиције.

## Становништво
| Година:    | 1994. | 2004.   | 2014.   | 2024.   |
| ---------- | ----- | ------- | ------- | ------- |
| Број људи: | 8574  | 8096    | 7654    | 6931    |
| Разлика:   |       | -5,57 % | -5,45 % | -9,44 % |

| Година:    | 2023. | 2024.   |
| ---------- | ----- | ------- |
| Број људи: | 7023  | 6931    |
| Разлика:   |       | -1,30 % |

Данас Хрињова има преко 7.500 становника и последњих година број становника опада.
Етнички састав: По попису из 2001. састав је следећи:
- Словаци - 98,6%,
- Чеси - 0,4%,
- Роми - 0,4%,
- остали.

Верски састав: По попису из 2001. састав је следећи:
- римокатолици - 88,9%,
- атеисти - 6,2%,
- лутерани - 2,1%,
- остали.